# Inocybe obscurobadia
Inocybe obscurobadia är en svampart som först beskrevs av J. Favre, och fick sitt nu gällande namn av Grund & D.E. Stuntz 1977. Enligt Catalogue of Life ingår Inocybe obscurobadia i släktet Inocybe,  och familjen Inocybaceae, men enligt Dyntaxa är tillhörigheten istället släktet Inocybe,  och familjen Crepidotaceae. Arten är reproducerande i Sverige. Inga underarter finns listade i Catalogue of Life.